# Il capitano dei mari del sud
Il capitano dei mari del sud (Twilight for the Gods) è un film del 1958 diretto da Joseph Pevney.
È un statunitense d'avventura, a sfondo drammatico, con Rock Hudson, Cyd Charisse, Arthur Kennedy e Leif Erickson. È basato sul romanzo del 1956 Twilight for the Gods di Ernest K. Gann.

## Trama
David Bell è un ex capitano della Marina che, dopo essere stato giudicato dalla corte marziale ed essere stato congedato, passa la sua vita tra l'alcol e il comando di una vecchia goletta, denominata Cannibal, nei mari del sud. Dopo aver preso a bordo un gruppo di passeggeri e membri dell'equipaggio, personaggi molto diversi tra loro e di varie estrazioni, tra cui una prostituta, un imprenditore dello show business, un missionario, un cantante d'opera, e una coppia di migranti, salpa con il suo primo ufficiale Ramsay da Suva in direzione Messico per un viaggio che dovrà durare diversi mesi. Durante una tempesta in mare, Bell deve cambiare rotta e dirigersi verso le Hawaii mentre i personaggi a bordo rivelano la loro vera natura.

## Produzione
Il film, diretto da Joseph Pevney su una sceneggiatura e un soggetto di Ernest K. Gann (autore del romanzo), fu prodotto da Gordon Kay per la Universal International Pictures e girato alle Hawaii. La Universal mise in cantiere, per diverso tempo, un film per la televisione come remake ma il progetto non prese poi mai piede.

## Distribuzione
Il film fu distribuito con il titolo Twilight for the Gods negli Stati Uniti dal 6 agosto 1958 al cinema dalla Universal Pictures.
Altre distribuzioni:
- in Finlandia il 30 gennaio 1959 (Jumalten hämärä)
- in Francia il 21 febbraio 1959 (Crépuscule sur l'océan)
- in Svezia il 26 marzo 1959 (Storm över Söderhavet)
- in Danimarca il 5 giugno 1959 (Mytteri i sydhavet)
- in Turchia l'8 dicembre 1959
- in Spagna il 16 agosto 1963 (El crepúsculo de los audaces)
- in Spagna il 26 settembre 1963 (Madrid)
- in Germania Ovest (Hart am Wind)
- in Grecia (To karavi tis amartias)
- in Brasile (Turbilhão de Paixões)
- in Italia (Il capitano dei mari del sud)

## Critica
Secondo il Morandini il film è un "gustoso film d'avventure marinaresche con risvolti umoristici". Secondo Leonard Maltin il film è un "turgido dramma sentimentale".

## Promozione
Le tagline sono:
- "Loved...Hated...Feared...Envied...but only this woman wanted him enough to break the laws of Gods and men!".
- "The great best seller by the author of 'The High and the Mighty' storms across the motion picture screen!".